# Șoimești
Șoimești – wieś w Rumunii, w okręgu Prahova, w gminie Ceptura. W 2011 roku liczyła 809 mieszkańców.